# Daniel Colladon
Johann Daniel (eller Jean-Daniel) Colladon, född 15 december 1802, död 30 juni 1893, var en schweizisk fysiker och ingenjör.
Colladon blev 1830 professor vid École des arts i Paris, 1834 i Genève. Han föreslog användning av komprimerad luft vid tunnelsprängningar och utgav arbeten över ångmaskinen. 1827 utförde Colladon tillsammans med Charles-François Sturm på Genèvesjön den första direkta bestämningen av ljudets fortplantningshastighet i vatten.